# Jay McInerney
Pour les articles homonymes, voir McInerney.
Œuvres principales
- Journal d'un oiseau de nuit
- Les Jours enfuis

Jay McInerney, né le 13 janvier 1955 à Hartford dans le Connecticut, est un écrivain américain. Il a appartenu au Brat Pack, un groupe de romanciers américains.

## Biographie
Son véritable prénom est John, qui est aussi le prénom de son père. Son nom complet est John Barrett McInerney, Jr. ou John Barrett McInerney, II.
Il arrive à New York à 21 ans et rencontre plusieurs personnalités, comme Bret Easton Ellis et Donna Tartt, fréquentant les boîtes de nuit et devenant usager de drogue. Fasciné par cette grande ville, il fait du New York nocturne une obsession, commençant à écrire dessus, alors que peu d'écrivains (à part L'Attrape-cœur de Salinger) situaient à l'époque leur intrigue dans cette ville.
Jay McInerney a étudié l’art d’écrire avec Raymond Carver et a travaillé comme vérificateur au magazine The New Yorker, tout comme le protagoniste principal de son premier roman, Journal d'un oiseau de nuit (Bright Lights, Big City, 1984). 
D’emblée, Jay McInerney impose sa marque de fabrique, un ton grinçant et désabusé. Dans ce récit culte, symptomatique des années 1980 aux États-Unis, il offre une vision désenchantée de la jeunesse dorée new-yorkaise dans laquelle les états d'âme caustiques et les lignes de coke se croisent dans la pénombre des night-clubs de Manhattan.
Le succès du roman incite d’autres éditeurs à publier des œuvres similaires (Moins que zéro de Bret Easton Ellis, par exemple). Ellis et McInerney deviennent alors les fers de lance d’un nouveau groupe littéraire, le Brat Pack. Durant de nombreuses années, McInerney éprouve les plus grandes difficultés à se dépouiller de l’image véhiculée par le Journal d'un oiseau de nuit, la plupart des médias l’ayant assimilé à une autobiographie déguisée.
Malgré tout, l’écrivain poursuit son œuvre mordante et satirique (proche d’Ellis pour sa description de la vacuité urbaine, mais privée de violence). Ainsi, dans Trente Ans et des poussières, si les questions existentielles passent au second plan, il brosse un portrait vitriolé du monde actuel, artificiel et sans âme, un constat qu’il dresse également dans ses romans suivants, Le dernier des Savage et Glamour attitude.
Dans La Belle vie (2007), McInerney retrouve ses personnages de Trente Ans et des poussières, la veille du 11 septembre 2001. Avec en toile de fond les attentats, il décrit l'onde de choc qui vient percuter des millions de destins.
Les Jours enfuis, (2016), est le troisième volume de l'histoire du couple Calloway commencée avec Trente Ans et des poussières.
En 2005, McInerney est retourné à Greenwich Village, New York après avoir vécu plusieurs années près de Nashville avec sa troisième épouse. L’écrivain a deux enfants, deux faux jumeaux, Maisie McInerney et John Barrett McInerney, III. Depuis 2006, il est marié avec Anne Hearst (en), sa quatrième épouse.

## Œuvres

### Romans
- 1984 : Journal d'un oiseau de nuit (Bright Lights, Big City)
- 1985 : Ransom
- 1988 : Toute ma vie (Story of My Life)
- 1992 : Trente Ans et des poussières (Brightness Falls)
- 1997 : Le Dernier des Savage (The Last of the Savages)
- 1998 : Glamour attitude (Model Behaviour)
- 2006 : La Belle Vie (en) (The Good Life)
- 2016 : Les Jours enfuis (Bright, Precious Days) - Prix Fitzgerald 2017

### Recueils de nouvelles
- 2001 : La Fin de tout (How It Ended)
- 2009 : Moi tout craché (The Last Bachelor)

### Essais (sur le vin)
- 2006: A Hedonist in the Cellar: Adventures in Wine
- 2013: Bacchus et moi (Bacchus and Me: Adventures in the Wine Cellar, 2000)
- 2013: The Juice: Vinous Veritas

## Cinéma
- Jay McInerney a adapté lui-même son roman Bright Lights, Big City en écrivant le scénario du film, réalisé par James Bridges, et sorti en 1988 sous le titre (français) : Les Feux de la nuit.
- Jay McInerney a également coécrit le scénario de Gia (1998) avec Angelina Jolie.

## Citations
- « Je me suis battu toute ma carrière contre l’image véhiculée par mon personnage dans Bright Lights, considéré comme autobiographique…Il ne s'est jamais agi d’autre chose que d’une caricature, mais c’est difficile de se défaire de cette image. »
- « Tu crois que la vérité et la beauté se rencontrent exclusivement dans les bidonvilles et les steppes glacées par la bise, les souks et les tranchées ? » (Trente Ans et des poussières)
- « Quatorze ans à New York, c'est comme vingt-sept ans dans le reste du monde. »(La Belle vie)

## Jay McInerney et Bret Easton Ellis
- Dans son roman Glamorama, l’écrivain Bret Easton Ellis a réutilisé le personnage d’Alison Poole, inventé par McInerney dans Toute ma vie : Victor Ward, un personnage tiré du roman d’Ellis Les Lois de l'attraction, a une liaison avec Alison dans la première partie du roman. La même Alison a également la malchance de croiser le redoutable yuppy psychopathe Patrick Bateman dans American Psycho d'Ellis.

- Jay McInerney fait une apparition dans le roman de Bret Easton Ellis, Lunar Park, dans la peau d'un invité déjanté à la fête d’Halloween que Bret organise chez lui.

## Divers
- Jay McInerney a été cité comme une icône des années 1980 dans le show télévisé américain Mystery Science Theater 3000 dans l’épisode intitulé "Hobgoblins".

## Récompenses et distinctions

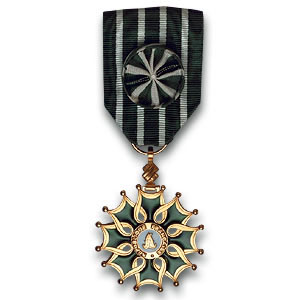
Officier des Arts et des Lettres

Jay McInerney est officier de l'ordre des Arts et des Lettres.